# Sägezahneffekt
Der Sägezahneffekt ist ein Begriff aus der Drucktechnik, der sich auf die Qualität des Druckerzeugnisses bezieht. 
Bei vielen Druckverfahren wie dem Siebdruck oder dem Tiefdruck werden die einzelnen Punkte des Druckbildes rasterförmig auf den Bedruckstoff gebracht, was zur Folge hat, dass die einzelnen Punkte separiert voneinander existieren und keine geschlossenen Konturen bilden. Dabei entsteht der Sägezahneffekt, der dem Treppeneffekt von digital dargestellten Bildern entspricht, die sich letztlich auch aus einzelnen unabhängig voneinander existierenden Pixeln zusammensetzen. Ab einem bestimmten Vergrößerungsgrad wird dieser Effekt deutlich, in der Regel nehmen wir die Rasterung allerdings nicht wahr und sehen geschlossene Formen.